# Pseudanthias marcia
Pseudanthias marcia là một loài cá biển thuộc chi Pseudanthias trong họ Cá mú. Loài này được mô tả lần đầu tiên vào năm 1993.

## Phân bố và môi trường sống
P. marcia có phạm vi phân bố ở Tây Bắc Ấn Độ Dương. Loài này chỉ xuất hiện ở vùng bờ biển Oman, sau đó được ghi nhận thêm tại Kerala (bờ biển phía tây nam Ấn Độ) và vịnh Mannar. Chúng được tìm thấy xung quanh các rạn san hô ở độ sâu khoảng từ 14 đến 30 m.

## Mô tả
P. marcia có chiều dài cơ thể tối đa được ghi nhận là 16 cm. Vây đuôi cá mái xẻ thùy, hình lưỡi liềm, chóp đuôi màu đỏ. Vây đuôi cá đực bo tròn, có màu vàng, chuyển sang đỏ ở phía sau; nửa trên có các sợi vây dài tạo thành thùy trên, chóp đỏ hoặc vàng; có một vùng màu trắng ở gốc. Cá trưởng thành ở 2 giới có màu sắc như nhau. Thân có màu đỏ cam, vàng nhạt hoặc trắng ở nửa dưới đầu và bụng. Cá đực có thêm dải đỏ ở nửa thân trên, bên dưới gai thứ 8 và 9.
Số gai ở vây lưng: 10; Số tia vây mềm ở vây lưng: 16; Số gai ở vây hậu môn: 3; Số tia vây mềm ở vây hậu môn: 7; Số gai ở vây bụng: 1; Số tia vây mềm ở vây bụng: 5; Số tia vây mềm ở vây ngực: 19 - 21; Số vảy đường bên: 47 - 50; Số lược mang: 38 - 42.